# استودان ۳ تنگ خمار
استودان ۳ تنگ خمار مربوط به دوره ساسانیان است و در شهرستان فسا، بخش شیبکوه، دهستان فدشکویه، روستای سنان واقع شده و این اثر در تاریخ ۲۶ اسفند ۱۳۸۶ با شمارهٔ ثبت ۲۱۸۶۸ به‌عنوان یکی از آثار ملی ایران به ثبت رسیده است.